# كيم جاي هوان
كيم جاي هوان (هانغول: 김재환، من مواليد 27 مايو 1996) هو مغني كوري جنوبي اشتهر بكونه الفائز الأول في الحرب الصوتية: قود فويس وفوزهِ بالمركز الرابع في إنتاج 101 الموسم 2. وهو حاليا عضو في واناون.

## السيرة المهنية

### 2012-2016: برامج البحث عن المواهب وشيرلوك
ظهر كيم جاي هوان لأول مرة في عام 2012 كمتسابق في الموسم الثاني من كوريا غوت تالنت. اختبر في دايجو مع أداءٍ خاص لأغنية فرقة ميس أي «فتاة سيئة فتاة جيدة» ولكن لم يتأهل إلى الجولة التالية. ومع ذلك، قدم الحكم كيم غورا طلبا خاصا للسماح للاختبار جاي هوان مرة أخرى في سيول، حيث حصل على اثنين من الأصوات اللازمة لمواصلة في البرنامج. ووصل إلى الدور نصف النهائي قبل ان يتم إقصاءه.
بعد العرض، أصبح جاي هوان متدربا تحت ذا ميوزك ورك، وتم اختياره ليكون واحدا من أربعة أعضاء من فرقة شيلروك، وهي فرقة «روك هجينّة» أنتجتها المغنية بارك جي يونغ. أدت الفرقة غالبا وفي كثير من الأحيان في شوارع هونغدي وعقدت عروض غوريلا في المدارس الثانوية المختلفة في جميع أنحاء سيول للترويج الفرقة قبل الترسيم. حتى أنهم ظهروا في فيديو ترسيم ألمغنى يانغ سونغ إي «سمايلينق قودباي». لسوء الحظ، في أغسطس 2015، فشلت خطط الترسيم، وتفككت فرقة شيرلوك. ترك جاي هوان في النهاية «ذا ميوزك ورك».
في عام 2016، ظهر جاي هوان في الحلقة التجريبية من الحرب الصوتية إس بي إس: قود فويس. وقد تنافسَ ضد المغني المخضرم يون دو هيون بأغنيته الخاصة من تأليفه «الخريفُ خارج مكتب البريدِ» وفاز فعلا ليصبح الفائز الأول في البرنامجِ. في الجولة التالية، تحدى لينا بارك مع أداءِ أغنية بارك «آسف» ولكنه لم يفوز، وبالتالي تم إقصاءه كمتسابق.

### 2017: إنتاج 101 وواناون
شارك جاي هوان في إنتاج 101 الموسم الثاني كواحد من «المتدربين المنفردين» الخمسة، أو المتدربين الذين لم يوقعوا عقدا تحت أي وكالة، في الموسم. وسرعان ما جذب الانتباه لمهاراته الصوتية القوية خلال التقييم الأول للبرنامج، من خلالِ أداء أغنية سوبر جونيور «أسف، أسف (سوري سوري)». واستمر في إبهارِ الجماهير في أدائه اللاحق لـ I.O.I «داونبور» والأغنية الأصلية «نيفر»، وأصبح واحدا من أفضل مغنيّ هذا الموسم. في النهائيات، حصل جاي هوان على المركز الرابع بمجموعِ 1,051,735 صوتا، مؤكدا له مكانه كعضو في واناون. وهو أعلى مرتبة من بين «المتدربين المنفردين» من كلا الموسمين (إنتاج 101) والوحيد الذي نجح في الوصول إلى أعلى 11 مركزاً.
في 8 أغسطس، وقعَ جاي هوان عقدا حصريا مع وكالةِ سي جاي E&M وسوف يصبح فنان رسمياً بعد انتهاء فترة ترويجِ واناون في 2018.

## ديسكوغرافيا

### أغانِ أخرى
| العنوان                                                                   | السنة | التنصنبف فب المخططات | البيع          | الألبوم                         |
| العنوان                                                                   | السنة | KOR                  | البيع          | الألبوم                         |
| ------------------------------------------------------------------------- | ----- | -------------------- | -------------- | ------------------------------- |
| "Autumn Outside the Post Office" (가을 우체국 앞에서)                     | 2016  | —                    | —              | الحرب الصوتية: قود فويس         |
| "Sorry" (미안해)                                                          | 2016  | —                    | —              | الحرب الصوتية: قود فويس الجزء 1 |
| "It's Me (Pick Me)" (나야 나) (with Produce 101 Season 2 contestants)     | 2017  | 26                   | - KOR: 397,020 | Non-album single                |
| "Never" (with Nation's Sons)                                              | 2017  | 2                    | - KOR: 384,127 | 35 boys 5 concepts              |
| "Hands on Me" (with Produce 101 Season 2 Final 20 contestants)            | 2017  | 11                   | - KOR: 160,014 | إنتاج 101 - النهائيات           |
| "Always" (이 자리에) (with Produce 101 Season 2 Final 20 contestants)     | 2017  | 17                   | - KOR: 155,722 | إنتاج 101 - النهائيات           |
| "-" يدل على الإصدارات التي لم تخطط أو لم يتم الافراج عنها في تلك المنطقة. |       |                      |                |                                 |

## فيلموغرافيا

### برنامج تلفزيوني
| العنوان                  | السنة | القناة | ملاحظات |
| ------------------------ | ----- | ------ | ------- |
| كوريا غوت تالنت الموسم 2 | 2012  | tvN    | متسابق  |
| الحرب الصوتية: قود فويس  | 2016  | SBS    | متسابق  |
| إنتاج 101 الموسم 2       | 2017  | Mnet   | متسابق  |

## روابط خارجية
- كيم جاي هوان على موقع ميوزك برينز (الإنجليزية)